# 로비 크루즈
로비 토머스 크루즈(영어: Robbie Thomas Kruse, 1988년 10월 5일 ~ )는 오스트레일리아의 전 축구 선수로, 현역 시절 포지션은 공격수였다.

## 축구인 경력

### 클럽 경력
2006년 브리즈번 로어에 입단하였으나 부상으로 많은 경기에 출전하지 못하였다. 2007년 10월 5일 웰링턴 피닉스와의 데뷔 경기에서 득점을 기록하였다.
2009년 9월 10일 멜버른 빅토리로 이적하였다. 이적 확정 3일 후 멜버른에서의 데뷔전을 치렀고, 2010년 1월 16일엔 퍼스 글로리를 상대로 전반전에만 3골을 몰아쳐 화제가 되었다. 이러한 활약을 바탕으로 2009-10 시즌 멜버른 빅토리 구단 올해의 유망주로 선정되었다.
2011년 3월 포르투나 뒤셀도르프로의 이적을 확정지었다.
2013년 4월 28일 바이어 레버쿠젠과 3년 계약을 체결하였다. 같은 해 9월 23일 마인츠 05를 상대로 치른 데뷔전에서 2골을 기록하였다.

### 대표팀 경력
2011년 AFC 아시안컵에서 오스트레일리아 대표팀의 일원으로 참가했다. 우즈베키스탄과의 준결승전 경기에서 오스트레일리아의 6번째 골이자 본인의 A매치 데뷔골을 기록하였다. 2014년 FIFA 월드컵은 부상으로 인해 참가하지 못했지만 2015년 AFC 아시안컵 최종 명단에 포함되었다.